# Fuendetodos
Fuendetodos è un comune spagnolo di 169 abitanti situato nella comunità autonoma dell'Aragona.
In questo piccolo paese situato nella Sierra Gorda, nacque nel 1746 il celebre pittore Francisco Goya, la cui casa natale è stata trasformata in Museo.